# LANTIRN

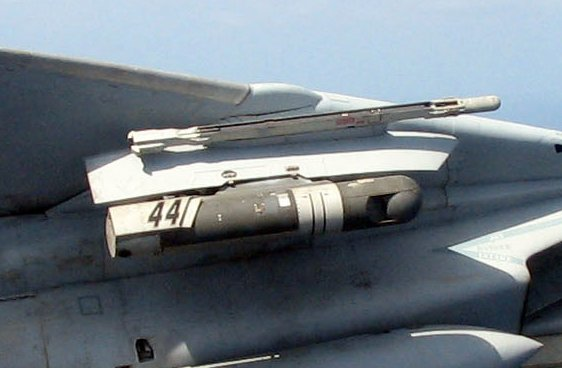
一架F-14D携带着LANTIRN吊舱，2005年

夜间低空导航暨红外線瞄准夾艙（英語：Low Altitude Navigation and Targeting Infrared for Night）或蓝盾（LANTIRN），由馬丁·馬瑞塔公司開發，為一組结合了导航和紅外線瞄准夾艙之系统，配備LANTIRN莢艙的戰機可以在夜間及任何氣候下皆可執行飛行作戰。
LANTIRN計畫在1980年9月發包，1983年2月AAQ-13導航莢艙、1983年7月AAQ-14瞄準莢艙交付美國空軍測試，1984年12月完成測評，1985年3月美國空軍允許該莢艙組進行小批量試生產，1986年11月批准以全速量產配備。第一批莢艙在1987年3月31日撥交美國空軍，1989年9月達成初期作戰能力標準，首次作戰為1991年的波斯灣戰爭。
LANTIRN使用在空军的一些战斗机如F-15E攻击鹰式战斗轰炸机和F-16战隼战斗机（第40/42批次C/D型），还有海军的F-14雄猫式战斗机（F-14后期型，被戏称为“炸弹猫” Bombcat）。LANTIRN显著增加了这些飞机的作战效能，使他们在低空飞行，晚上及白昼可以随意攻击地面目标，并使用各种各样的精確導引武器。
目前，LANTIRN已經開始以AN/AAQ-33莢艙替換初期配備的AN/AAQ-14瞄準莢艙，使飛行員及任務指揮官獲得更好的觀測品質與戰術彈性。

## 系統構成
LANTIRN的設計目標是讓1980年代以前設計的戰鬥機可以在不用大幅更動航電的狀態下獲得夜間超低空飛行與精準武器導引能力，整套系統會有兩組設備：
AN/AAQ-13導航莢艙
配備Ku波段地形追沿雷達與前視紅外線系統，採用數位化飛行操作系統的戰機可與導航莢艙連線獲得搜索數據，進行夜間超低空自動飛行。外銷版本稱為AN/AAQ-20探路者莢艙，為拔除地形追沿雷達的簡化版。
AN/AAQ-14瞄準莢艙
配備前視紅外線系統（FLIR）與雷射標定組件的精準武器導引莢艙。在瞄準莢艙問世前，精準武器導引有AN/AVQ-10雷射標定莢艙、AN/ASQ-153標定莢艙、AN/AVQ-26標定莢艙等，這些莢艙體積較大、導引死角大，因此作戰時需要雙機編隊來解決導引死角問題。AAQ-14可轉動的雷射標定器解決了既有裝備的缺陷。與AAQ-13一樣有著拔除特殊功能的外銷版本，稱為AAQ-19神射手，它取消了導引AGM-65小牛飛彈的模式（LANTIRN問世時的小牛飛彈以紅外線熱影像瞄準）。
由於電子科技進步速度日新月異，AAQ-14被功能更好的瞄準莢艙取代的進度較快。1990年代美國海軍為F-14採購的改良型稱為AN/AAQ-25（LANTIRN 40K），它增設與GPS連線的功能，提升莢艙可用操作高度。美國空軍從2005年起由解析度更好的AAQ-33莢艙取代，美國海軍則是選擇了AAQ-28 LITENING莢艙。
在21世紀南韓採購F-15K戰鬥攻擊機時，同時也購入由LANTIRN架構升級的虎眼莢艙，虎眼莢艙是將原本的第一代FLIR更換為解析度更好的第三代FLIR（由AN/AAQ-33莢艙技術移植），並加裝AN/AAS-42紅外線搜索與追蹤裝置，目前虎眼莢艙在南韓、新加坡、卡達的F-15戰機上配備運用。

## 使用國
比利时
- 比利時空軍[1]

 埃及
- 埃及空軍[2]

 希腊
- 希臘空軍[3]

 以色列
- 以色列空軍[4]

 荷蘭
- 荷蘭空軍[3]

 新加坡
- 新加坡空軍[5]

- 韓國空軍[6]

 中華民國
- 中華民國空軍[7]

 土耳其
- 土耳其空軍[8]

 美国
- 美國空軍[9]
- 美國海軍[10]